# Garrel
Garrel is een gemeente in de Duitse deelstaat Nedersaksen. De gemeente maakt deel uit van het Landkreis Cloppenburg.
De in het wapen van de gemeente afgebeelde figuur stelt een schaapherder, met mantel en staf, voor.
Garrel telt 15.344 inwoners.

## Plaatsen in de gemeente Garrel
- Beverbruch, 6 km ten O(osten) van Garrel, aan de rand van het Naturpark Wildeshausener Geest
- Bürgermoor- Kellerhöhe, verspreide bebouwing aan twee evenwijdig noord-zuid lopende weggetjes, 7–12 km ten ZZO van Garrel
- Falkenberg, 5 km ten ZW van Garrel
- Hinter dem Forde/Kammersand, direct ten NO van het dorp Garrel
- Kaifort, het noordwestelijke gedeelte van het dorp Garrel
- Garrel-Esch, het oostelijke gedeelte van het dorp Garrel
- Garrel-Ort
- Peterswald, 2 km ten W van Garrel
- Tweel/Tannenkamp-Amerika, verspreide bebouwing aan de zuidrand van Garrel
- Nikolausdorf, een veenkolonie 5 à 7 km NO van Garrel
- Petersfeld, 6½ km ten ZW van Garrel aan de B72
- Varrelbusch, 7½ km ten Z van Garrel, 4,5 km van Cloppenburg, aan de  B 72

## Ligging, verkeer, vervoer
Garrel vormt een landbouw- en veeteeltenclave tussen aan de noordkant uitgestrekte hoogveengebieden, die zich uitstrekken tot Bad Zwischenahn en de stad Oldenburg; aan de oostkant het Naturpark Wildeshausener Geest en aan de zuid- en westkant een streek met afwisselend met productiebos (dennen en andere naaldbomen) beplante zandruggen, beekdalen en nog meer veen. Door het dorp stroomt een beek met de naam Große Aue.

### Naburige gemeentes
- Cloppenburg, 12 km zuidwaarts
- Wardenburg, via binnenwegen 18 km noordoostwaarts
- Oldenburg, via Wardenburg 27 km noordoostwaarts
- Großenkneten-dorp, 16 km oostwaarts
- Bösel 9 km noordwestwaarts; nog 7 km verderop in dezelfde richting ligt Friesoythe
- Molbergen, 16 km zuidwestwaarts.

### Wegverkeer
Wie vanuit Garrel 11 km oostwaarts de binnenweg naar Großenkneten volgt, bereikt afrit 19 van de Autobahn A29 ( Wilhelmshaven -Oldenburg - Dreieck Ahlhorner Heide - Autobahn A1 richting Bremen of Osnabrück).
Ten westen van Garrel loopt de Bundesstraße 74 van Friesoythe naar Cloppenburg zuidwaarts.

### Openbaar vervoer
Garrel had vroeger een station aan een spoorlijntje van Friesoythe naar Cloppenburg, maar dat is reeds rond 1970 gesloten voor reizigersvervoer. Het is sinds 1999 een museumspoorlijn. Incidenteel rijden er goederentreinen over het spoor, die in de productiebossen gevelde boomstammen transporteren.
Openbaar-vervoerreizigers zijn aangewezen op de streekbus vanuit en naar Cloppenburg, waar zich het dichtstbijzijnde spoorwegstation bevindt. De bus naar Cloppenburg v.v. heeft (buiten de spitsuren op werkdagen) een beperkte frequentie. Veel in Garrel wonende forensen of middelbare scholieren fietsen dagelijks de  12 kilometer naar Cloppenburg en terug. Belbussen rijden voor mensen, die contact opgenomen hebben met de website  www.moobilplus.de 

### Vliegverkeer
Tussen Cloppenburg en Garrel ligt een klein vliegveld, Flugplatz Varrelbusch. Zie onder Cloppenburg.

## Economie
Garrel is een centrum van de intensieve pluimveehouderij. Met name kalkoenen worden hier in grote aantallen gefokt. In de gemeente is een van de hoofdvestigingen van een zeer grote onderneming gevestigd, die kalkoenen slacht en allerlei kalkoenvleesproducten maakt, verkoopt (o.a. aan de Lidl-supermarkten) en ook exporteert. Aan islamitische afnemers worden ook halal-kalkoenvleesproducten geleverd. 
Vanwege al dan niet terechte klachten van o.a. dieren- en natuurbeschermingsorganisaties is deze bedrijfstak, vooral tussen 2007 en 2014, sterk bekritiseerd. Daarna zijn bij een groot aantal kalkoenenfokkerijen de stallen aangepast om een hoger dierenwelzijn te realiseren. In Garrel staat ook een grote veevoerfabriek.
Daarnaast is de bosbouw van enig belang. Op de lokale bedrijventerreinen heeft zich enig midden- en kleinbedrijf van uitsluitend lokaal of regionaal belang ontwikkeld.
Het natuurschoon en de recreatiemogelijkheden in de omgeving hebben ook enig toerisme doen ontstaan.

## Geschiedenis
Over de geschiedenis van Garrel in de periode voor de Napoleontische tijd is zeer weinig bekend. In 1473 komt het dorp als Gerdel in een belastingregister voor. Het was tot ver in de 19e eeuw een arm dorp met veel schapenteelt op slechte heidegrond (vandaar de schaapherder in het gemeentewapen). De parochie van de St. Petrus-en-Pauluskerk viel zowel kerkelijk als wereldlijk sinds 1668 onder het Prinsbisdom Münster. De overgrote meerderheid van de christenen in Garrel  (in 2019: 57% van de totale bevolking) is nog steeds rooms-katholiek. In 1871 kon deze parochie zich de vervanging permitteren van de oude, te kleine, kerk door het huidige gebouw.
Aan het eind van de 19e eeuw begon de periode van de ontginning van de hoogvenen in deze streek en de stichting van nieuwe dorpjes, veenkoloniën. Deze periode duurde tot ongeveer 1965. Na de val van Napoleon (1815) lag het dorp achtereenvolgens in het Groothertogdom Oldenburg en het Duitse Keizerrijk.
In 1927 kwam de stuwdam, westelijk van het dorp, in het riviertje de Soeste gereed; daarmee kwam een einde aan het jaarlijkse gevaar van overstromingen van de Soeste in het voorjaar.
Aan het begin van de Tweede Wereldoorlog werden ook krijgsgevangenen uit o.a. Polen en Rusland als  dwangarbeiders  in de venen en als boerenknechts tewerkgesteld. Op de grens van Garrel en Cloppenburg werd in 1939 een Fliegerhorst van de Luftwaffe aangelegd, de huidige Flugplatz Varrelbusch. Het is niet onmogelijk, dat de Duitse bommenwerpers, die op 14 mei 1940 het bombardement op Rotterdam uitvoerden, hier zijn opgestegen.
Na de oorlog werden er nieuwe woonwijken gebouwd voor Heimatvertriebene uit o.a. Silezië. Velen van hen waren evangelisch-luthers, en daarom werd voor hen in 1947 een houten Bartning-noodkerk gebouwd. In 2009 moest deze voor een bedrijventerrein wijken, en werd, elders in het dorp, grotendeels met de originele materialen, herbouwd. Dit kerkgebouw staat onder monumentenzorg.
De ontwikkeling van kleinschalige landbouw naar grootschalige, intensieve veehouderij voltrok zich vanaf ongeveer 1960. Sinds 1995 is de aandacht voor de negatieve bijeffecten hiervan, zoals milieuvervuiling door meststoffen en naar moderne opvattingen volgens velen onvoldoende dierenwelzijn, toegenomen.

## Natuurschoon, recreatie, bezienswaardigheden

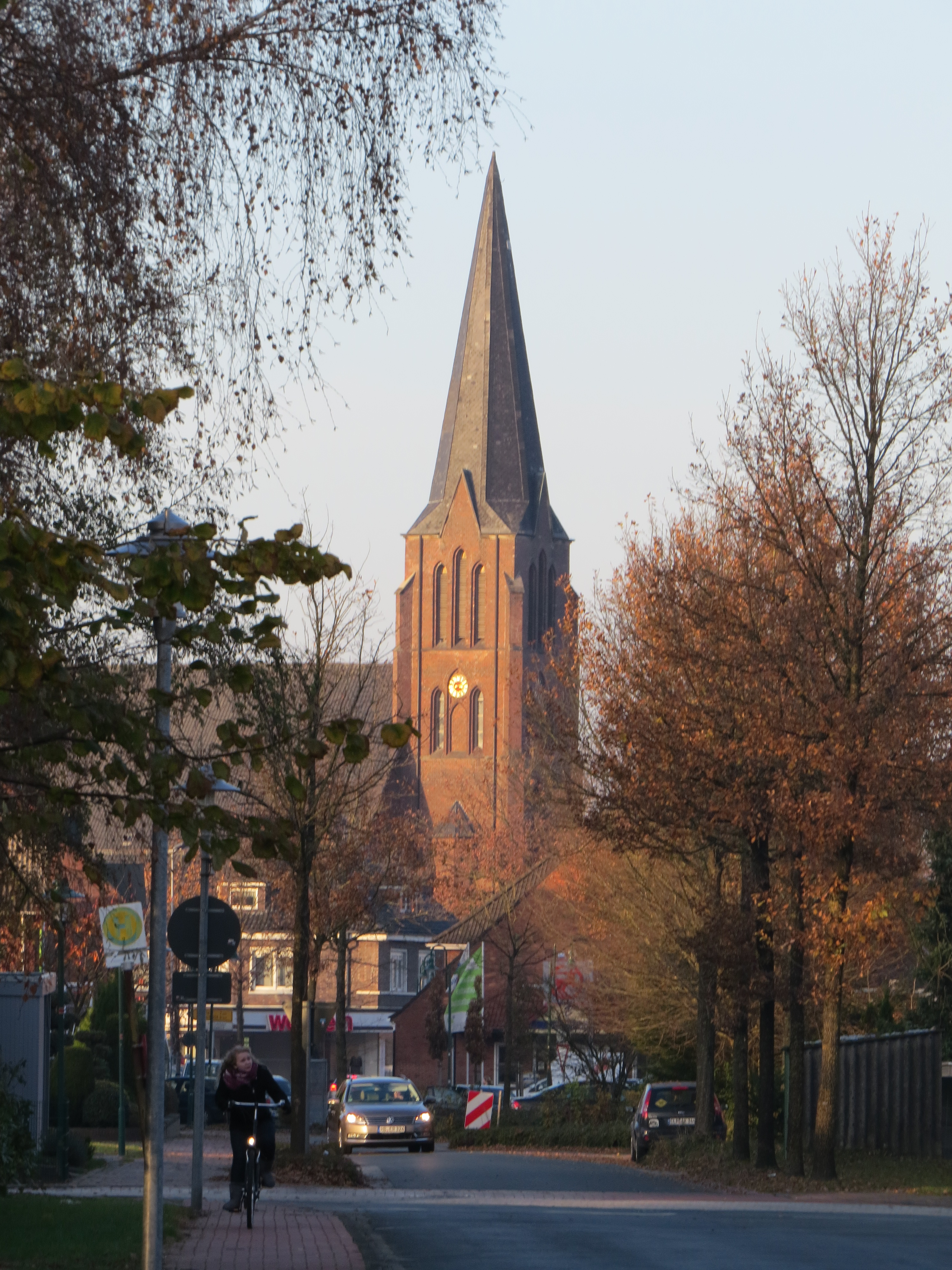
Dorpsgezicht
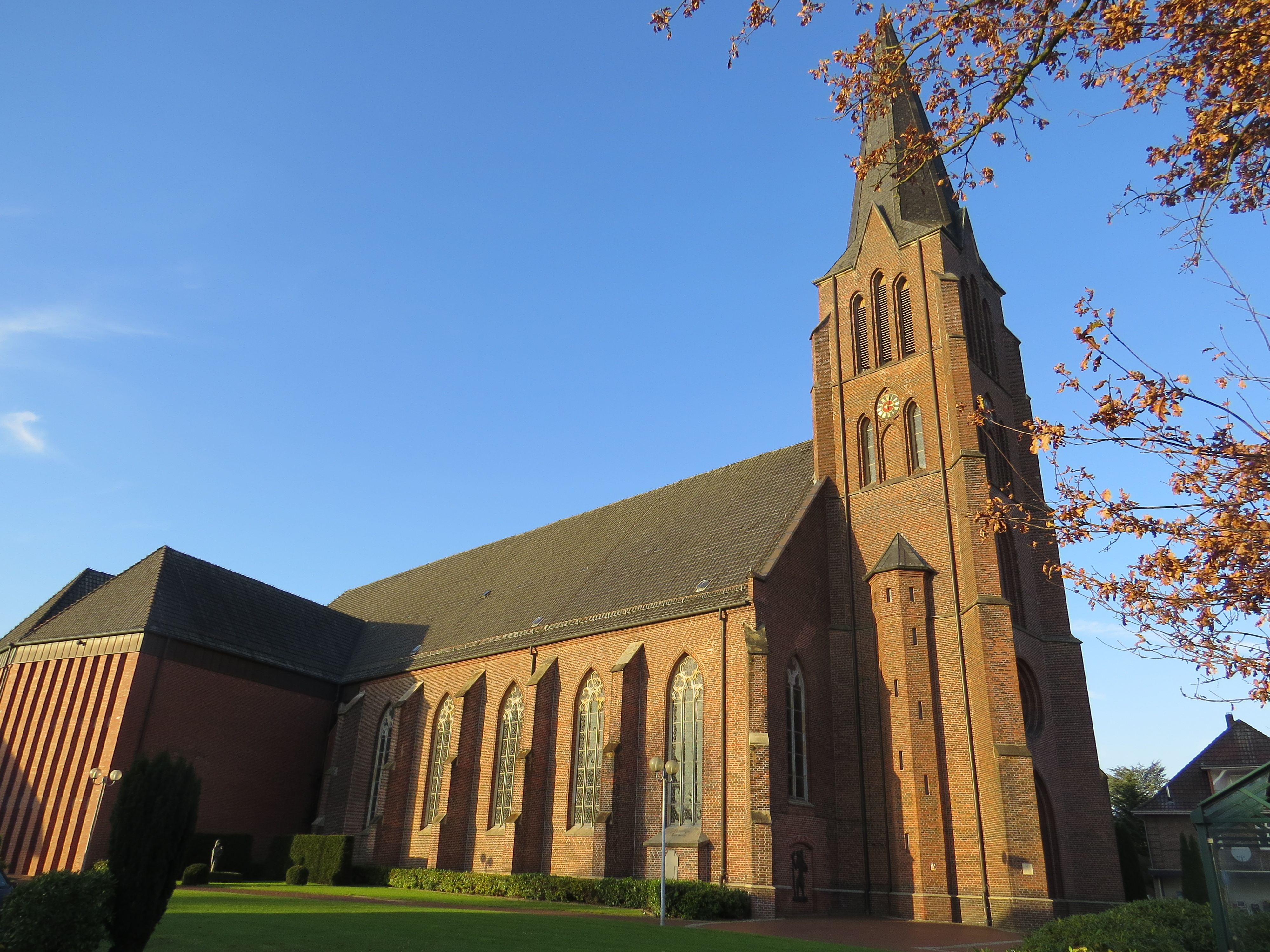
Garrel, R.K. St. Petrus-en-Pauluskerk
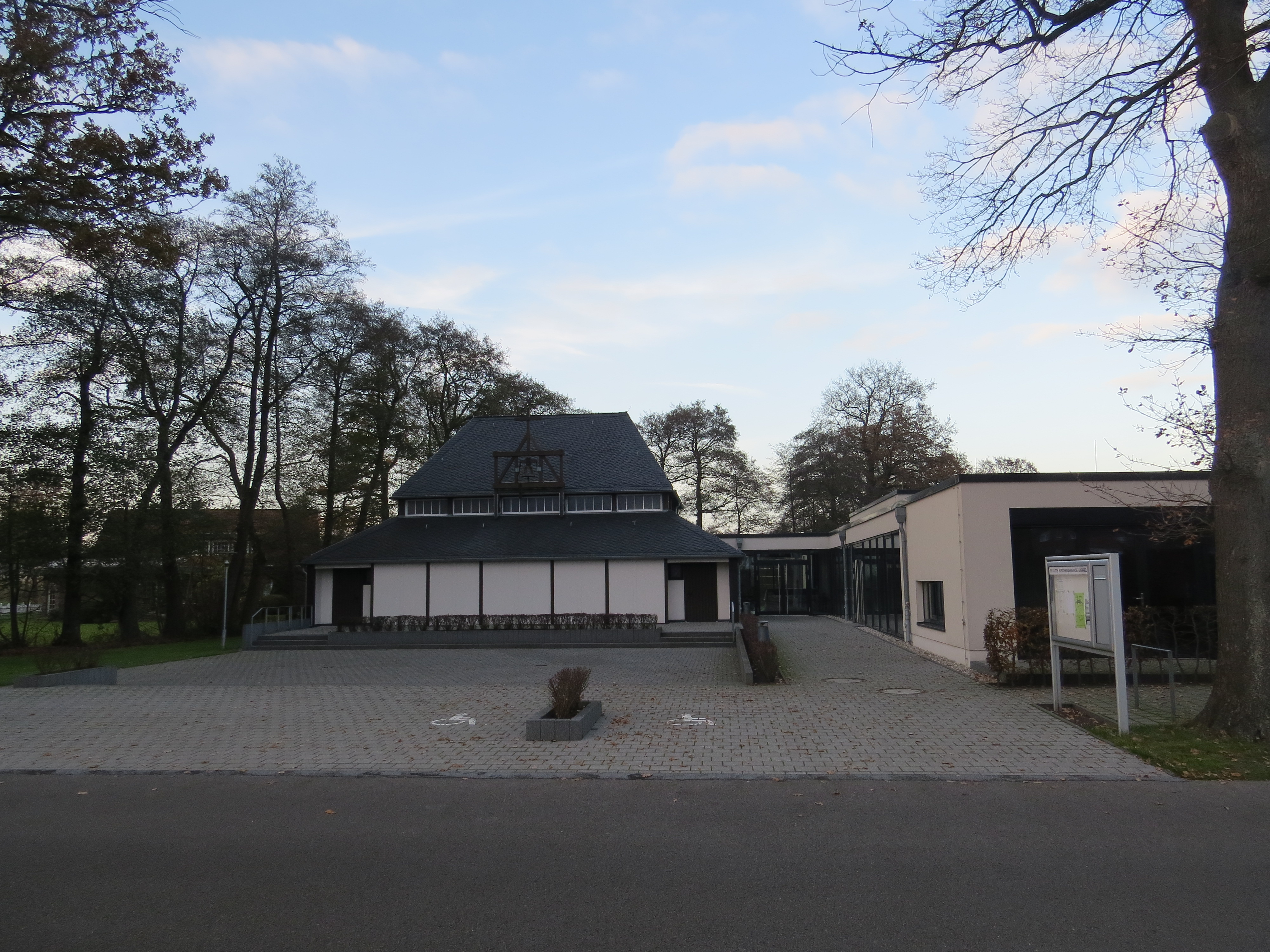
Garrel, evang.-lutherse kerk
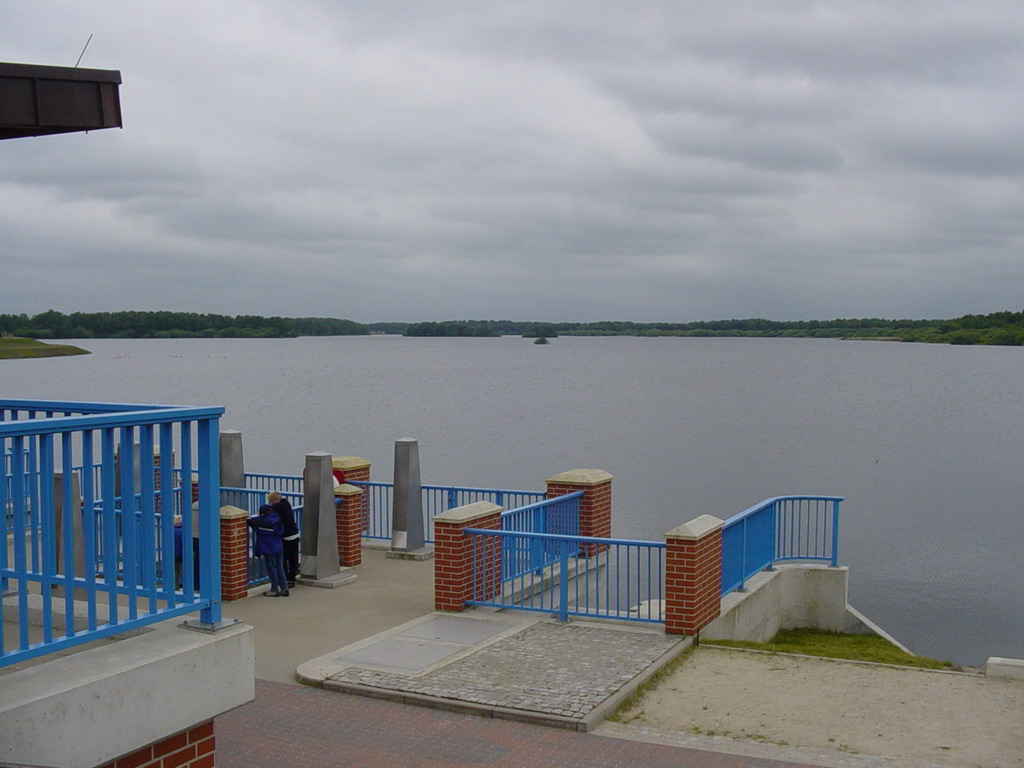
Stuwdam van de Thülsfelder Talsperre
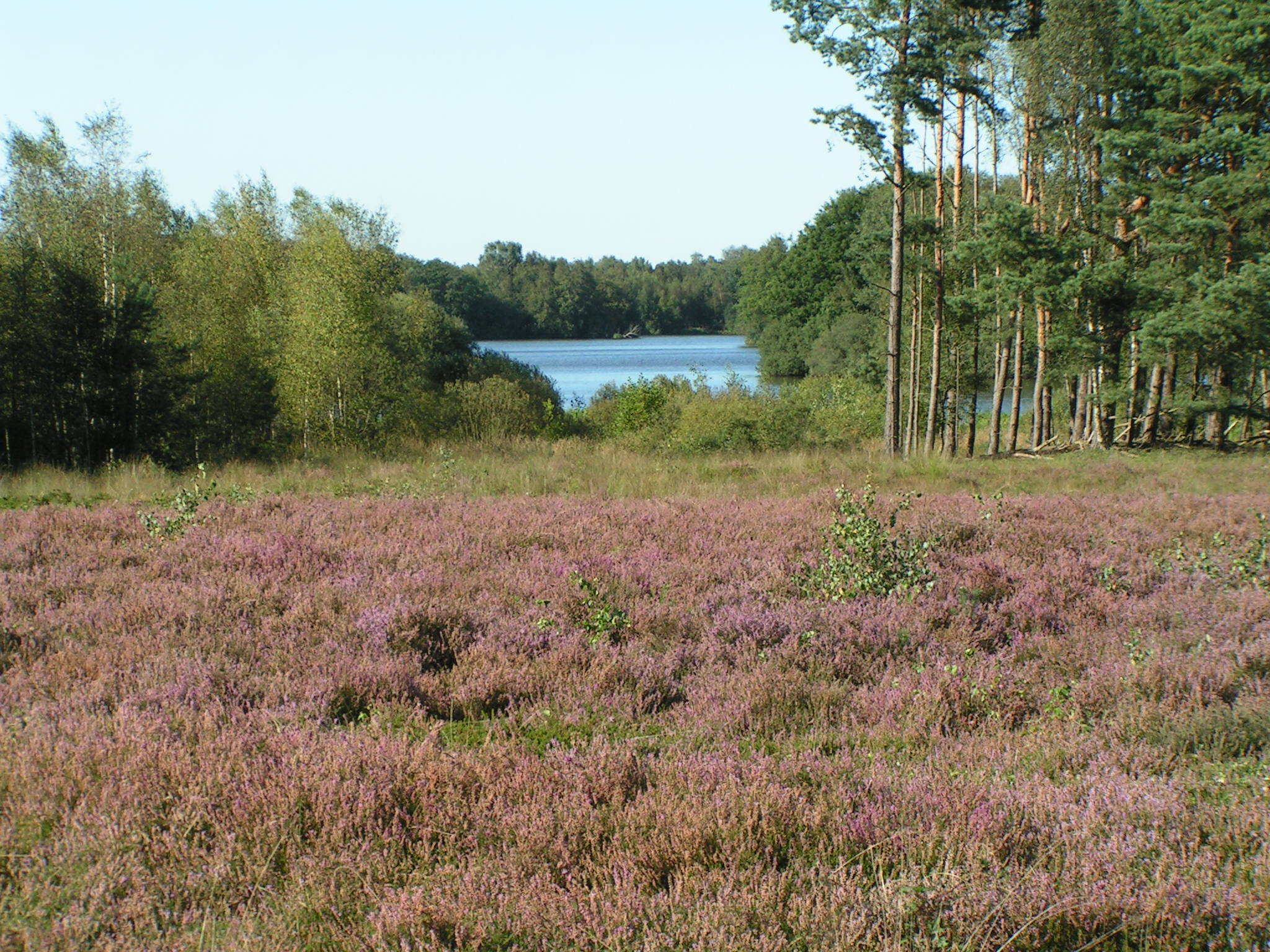
Heide ten W. van de Thülsfelder Talsperre
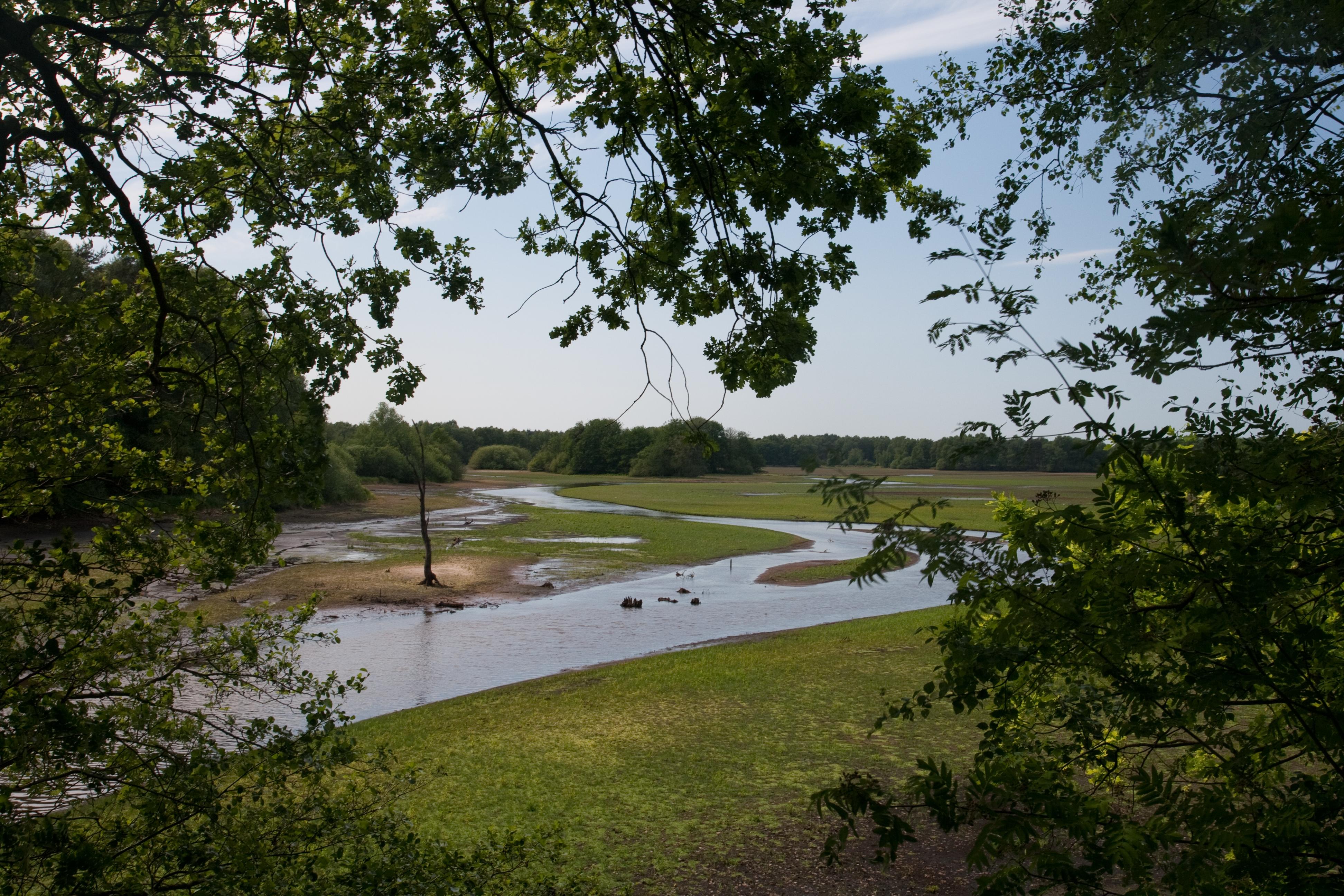
Monding van het riviertje de Soeste in het stuwmeer

- Aan de westkant van Garrel en ook ten westen van de B 72 ligt[6] een meer dan 400 ha groot natuur- en recreatiegebied. Het natuurgebied heeft de naam  Thülsfelder Talsperre. Het recreatiegebied heet Talsperre Thülsfeld.  De stuwdam (Talsperre) is 3,1 km lang, maximaal 70 m dik en 9 m hoog. Het hierdoor in 1927 ontstane stuwmeer herbergt talrijke beschermde soorten vissen, en, aan zijn oevers, vogels. Langs delen van het stuwmeer zijn dagrecreatiemogelijkheden gecreëerd. Daaronder zijn campings, een café-restaurant, een badstrand, waar ook gezwommen mag worden (reddingsbrigade op drukke dagen permanent aanwezig), wandel- en fietsroutes en een zgn. klauterbos voor de kinderen.
- Toeristische ritjes met historische treinen Museumspoorlijn Friesoythe-Cloppenburg
- Op 12 km zuidwaarts ligt Cloppenburg, met het bekende openluchtmuseum Museumsdorf Cloppenburg
- Opmerkelijk zijn de beide kerken in het dorp Garrel:
  - de rooms-katholieke St. Petrus-en-Pauluskerk (1871)
  - de evangelisch-lutherse kerk (1947)

## Varia

### Sinterklaas

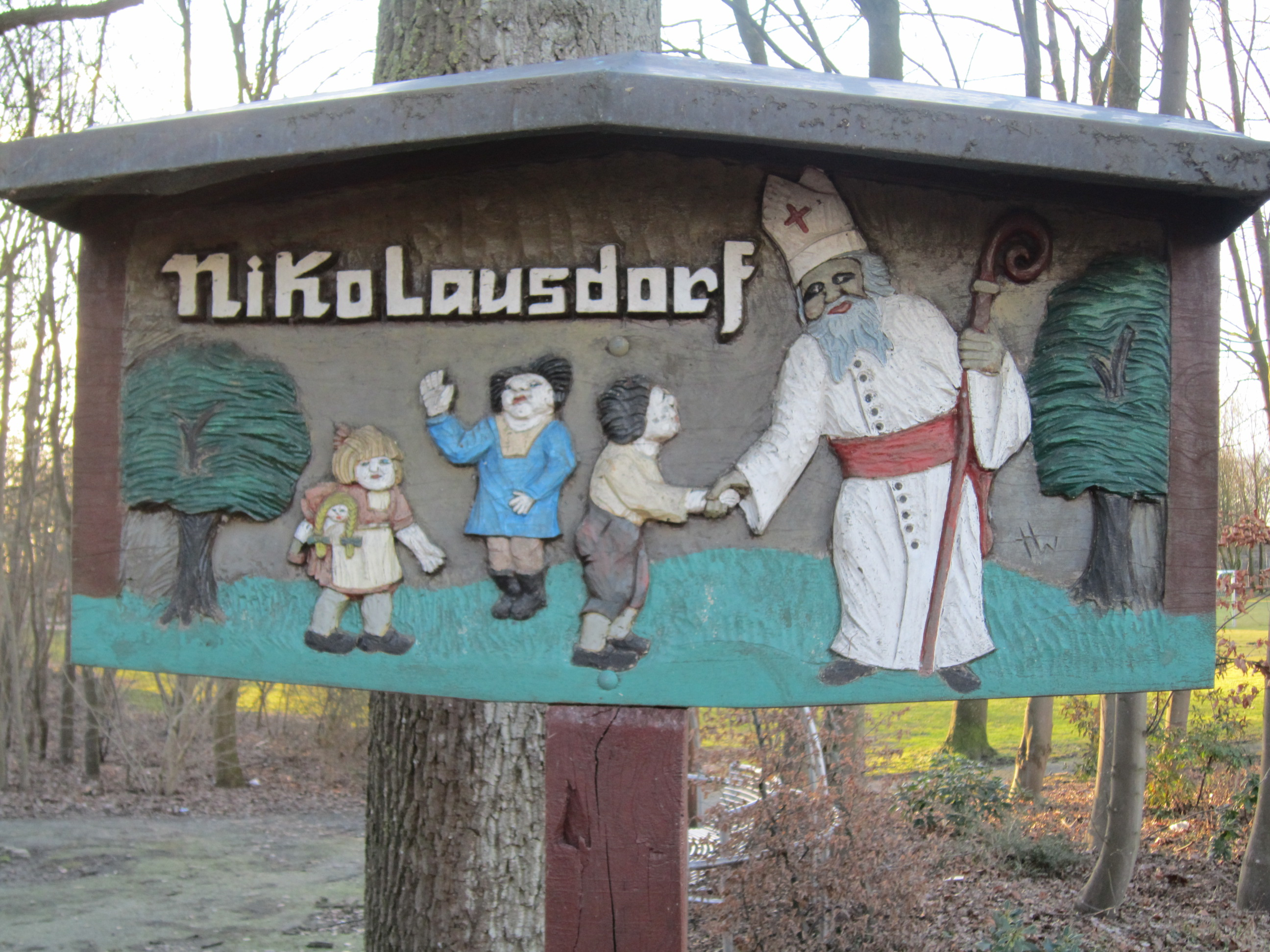
Nikolausdorf, aangepast plaatsnaambord

Nikolausdorf is een van de negen aan Sinterklaas en Kerstmis gerelateerde plaatsen in Duitsland met een speciaal Weihnachtspostamt. Kinderen sturen daar vanaf eind november brieven met verlanglijstjes, vredeswensen en dergelijke heen, gericht aan Sankt Nikolaus (die in Duitsland geacht wordt, op zijn heiligendag, 6 december, de kerstwensen van de kinderen aan het Kindeke Jezus (das Christkind) of de kerstman door te sturen). In andere Weihnachtspostämter komen brieven aan, die rechtstreeks aan het Christkind of de kerstman gericht zijn. Het is gebruikelijk, dat de kinderen een briefje of kaartje van Sinterklaas, het kerstkind of de kerstman teruggestuurd krijgen. Vaak is zo'n kaartje van een speciaal stempel of een voor verzamelaars interessante postzegel voorzien.
Overigens dankt Nikolausdorf zijn naam niet aan Sint Nicolaas, maar aan  groothertog Peter II van Oldenburg, die de doopnamen Nicolaas Frederik Peter had.

### Meteoriet
Op 10 september 1930 om 14.15 sloeg in Beverbruch, gem. Garrel, een meteoriet in. Deze is een deel van de "meteoriet Oldenburg", die op circa 4 km hoogte boven het dorp Döhlen bij Großenkneten in minstens twee brokken uiteenviel, die in Beverbruch en Bissel (gemeente Großenkneten) neerkwamen. Het grootste fragment Beverbruch met een gewicht van 11,73 kg is in bezit van een particuliere verzamelaar. Het fragment „Bissel“ is sinds 2012 vermist.

### Europees Schutterstreffen
Op 27 augustus 2000 vond in Garrel het Europees Schutterstreffen plaats, waarbij duizenden schutters van schutterijen uit heel Europa elkaar ontmoetten.

## Partnergemeentes
Met een groep van 16 kleine gemeentes in Frankrijk bestaat een jumelage sinds 1967. De partnergemeentes liggen in de omgeving van Bléré, dép. Indre-et-Loire.